# Nuška Drašček Rojko
Nuška Drašček Rojko (Liubliana, Eslovenia, 6 de agosto de 1980) es una cantante eslovena. Canta música pop, siendo reconocida en su país por su paso por múltiples programas de televisión, así como opera y musicales.

## Biografía
Ha actuado en numerosos festivales, incluyendo el Festival de melodías y Mar 2005, EMI 2006 y EMI 2009. También participó en el concurso de jóvenes músicos eslovenos de 2006 y 2010 en la categoría de cantar ganando placas de oro. En julio de 2007, participó en la competencia internacional de 2007 en Vitebsk, Bielorrusia en el marco del Bazar Eslavo, donde fue el concurso de dos días ganó el 1.er premio. En la competencia internacional en Kazajistán en el verano de 2008 ganó el premio a la mejor interpretación de una canción de su propio país. En abril de 2008, Jure Seškom ganó la primera temporada de las estrellas de premio para cantar en la TV Slovenija (TV eslovena); A finales de 2008, se ha convertido en un gran ganador de ese premio, cuando compitieron entre ellos los ganadores de las tres temporadas. En 2010 y 2011 participó en el programa de televisión El desfile en la televisión eslovena. En agosto de 2011, en el Festival de Dálmata en Sibenik concurrió con la canción "Kako je pjevala Piaf" y recibió un premio del jurado a la mejor interpretación. En la competencia internacional Feruccio Tagliavini recibió 4 premios del jurado.

## Carrera
Rojko ha participado en varias producciones musicales, incluyendo los musicales "Moje pesmi" y "Do nazga". El papel de "Las 2 señoras" participó en un concierto de "La Flauta Mágica" de Radiotelevisión eslovena, en la Orquesta Sinfónica de la RTV Eslovenia bajo la dirección de Chris Evans, que se celebró un concierto con la Orquesta de la Opera promete Liubliana, y también ha participado como solista en temporada Vocal de la Ópera de Liubliana. Entre sus actuaciones más importantes de los últimos tiempos para hablar de la gira de conciertos, "Tú eres mi amor" en Eslovenia en la temporada 2010/11 (acompañado por el pianista Nicholas Jurjevčič), el proyecto "Ati Soss, como nos sentimos hoy" en el contexto de conciertos de verano en el atrio del Museo de la ciudad de Liubliana en 2011, concierto de larga duración "Eres hermosa Liubliana" en el Pabellón de la Plaza del Congreso en Liubliana en julio de 2011. En la representación de la ópera Orfeo, de Monteverdi, de 2012 dirigida por Detlef Soelterja cantó el papel de Messagiere y La Speranza. En noviembre de 2012, realizó una gira de conciertos con la Orquesta Filarmónica de Eslovenia y la soprano Anna Netrebko. Fue elegida para ser las canciones de Elsa de la película Frozen, en la versión eslovena.
- Datos: Q19921402
- Multimedia: Nuška Drašček / Q19921402